# 石川忠輔
石川 忠輔（いしかわ ただすけ）は、戦国時代の武将。三河国碧海郡小川（愛知県安城市）に拠った石川氏の一族。松平親忠・長親・信忠・清康に仕え、後に岡崎五人衆（忠輔・天野貞有・植村新六・内藤義清・林藤助）の一人に数えられる。

## 生涯
親忠・長親の御前で元服し、親忠より偏諱を賜り忠輔と名乗った。「石川家の本荘である小川（安城市小川町志茂）の伯父康長と計って、野寺本證寺その他の地侍を安祥松平家の御麾下となした」とされ、忠輔は三河の本願寺門徒の武士を安祥松平家に仕えさせ、松平家発展の基礎を築いた功臣の一人である。
主君信忠は『不器用者（統率者としての器量の無い者）』（大久保忠教の『三河物語』より）と評され、暗愚・強情な人物であったため民・百姓から家中・松平一門衆まで信忠に慕わず、城に出仕しない者まで多く現れたと伝えられる。忠輔は「主君信忠に城外に美人がいると告げ、その言葉に誘われて外に出た信忠を捕まえ大浜称名寺に監禁した」との逸話も伝えられる。『松平由来書』によると信忠は、大永3年（1523年）一門等による協議内容を酒井忠尚に告げられ、その意を受け入れ隠居し、家督を嫡男清康へ譲渡した（三河国幡豆郡大浜郷に34歳にして隠居・出家）とされる。
弘治3年6月28日（1557年7月24日）、死去。